# شتادوم
شتادوم (به آلمانی: Stadum) یک شهر در آلمان است که در نوردفرایسلند واقع شده‌است. شتادوم ۱٬۰۴۶ نفر جمعیت دارد.